# Ambrožovy prameny
Ambrožovy prameny v Mariánských Lázních v okrese Cheb jsou slabě mineralizované železnaté kyselky s obsahem oxidu uhličitého a s vysokým obsahem železa. Tento pramen tvoří tři vývěry podobného chemického složení. Ambrožovy prameny vyvěrají ve třech vývěrech v prostoru mezi společenským domem Casino a Centrálními lázněmi.

## Využití
Pro vysoký obsah železa se užívají u některých forem chudokrevnosti a pro svůj diuretický účinek také při onemocnění močových cest, zejména při lithiáze. Pro své močopudné účinky se používá k léčbě onemocnění ledvin. Pramen je volně přístupný.

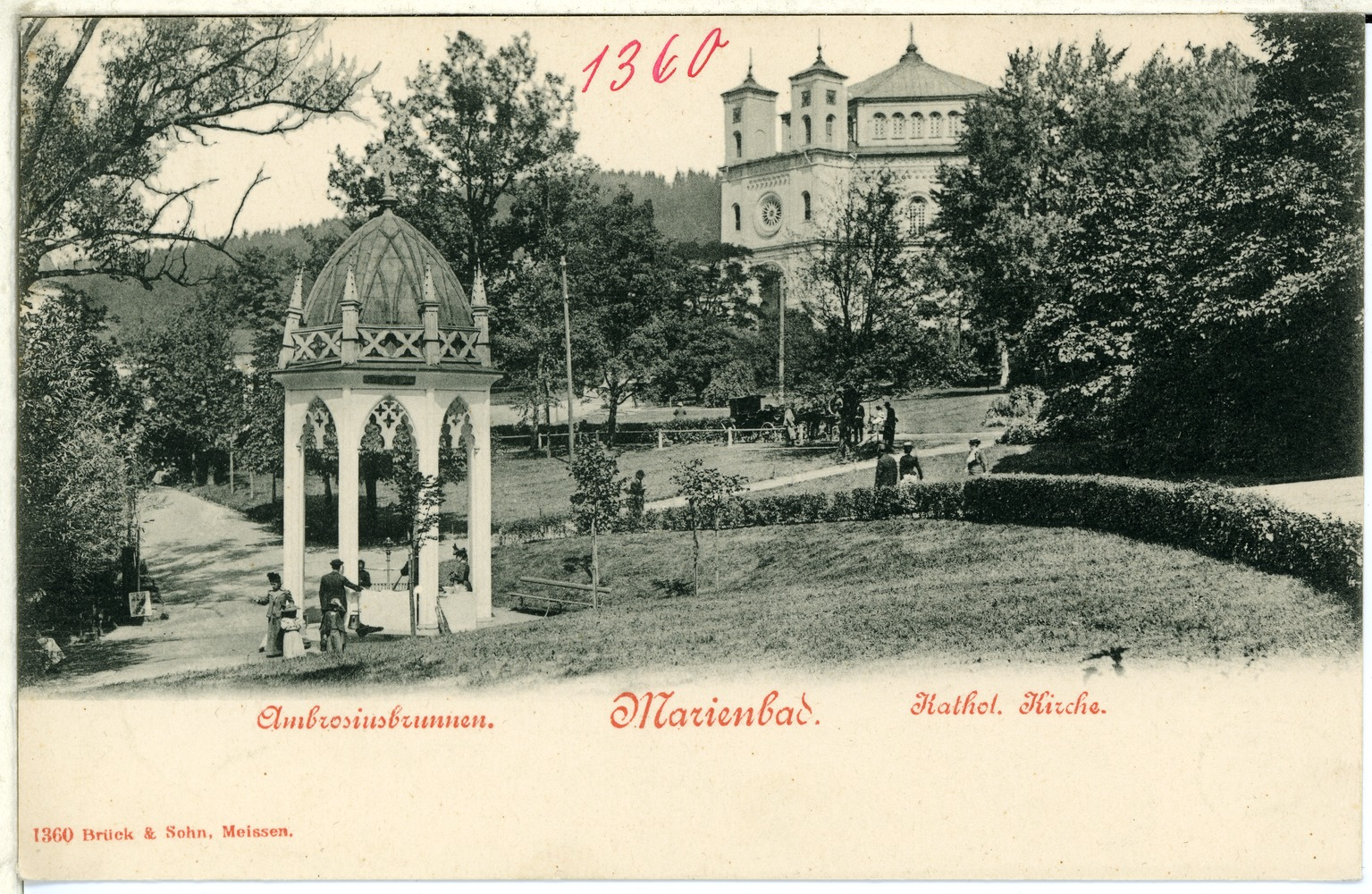
Pramen na pohlednici z roku 1899

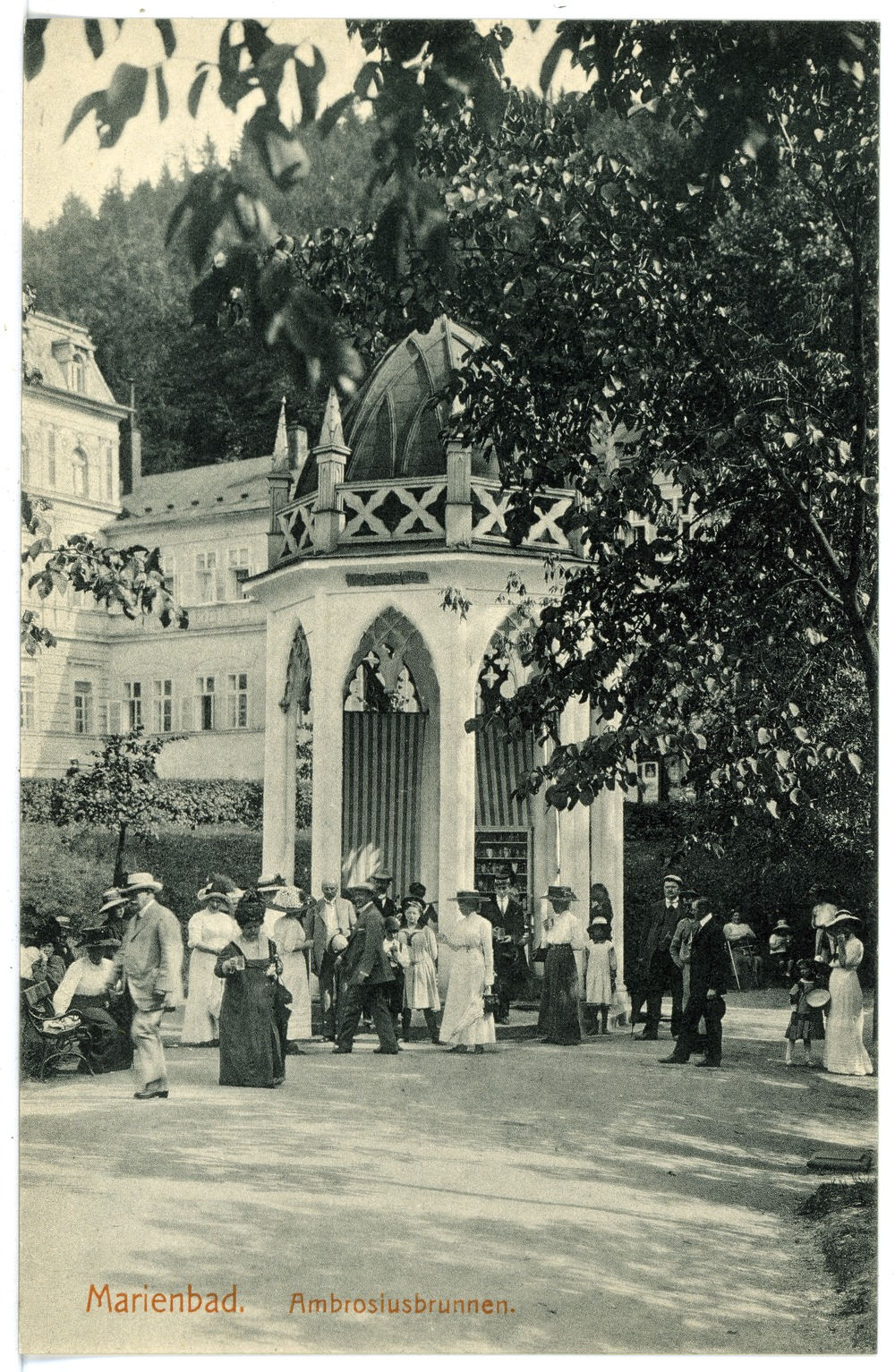
Pavilon Ambrožových pramenů na pohlednici z roku 1913

## Historie
Ambrožův pramen byl pojmenován podle opata tepelského kláštera z 18. století – Jeronýma Ambrože, který usiloval o zpřístupnění těchto zdrojů nemocným lidem. Dříve se mu také říkalo pramen Lásky. Prameny lásky se rozdělují: 1. vývěr – pro svobodné, 2. vývěr – pro vdané a ženaté a 3. vývěr – pro rozvedené, je tedy potřeba pít ze správného pramene. První zmínka je z roku 1760. Pramen byl zachycen roku 1807. Roku 1812 byl překryt dřevěným pavilónkem empírového slohu. V roce 1826 tu byl postaven novogotický zdobený dřevěný pavilón, který sloužil až do roku 1925. Poté tu byla zbudována dnešní úprava místa se třemi vývěry pramene v prohlubni parku vedle Centrálních lázní.